# Iturbide (Nuevo León)
Iturbide es una localidad del estado mexicano de Nuevo León. Es cabecera del municipio de Iturbide.

## Demografía
| Censo | Población |
| ----- | --------- |
| 1900  | 587       |
| 1910  | 550       |
| 1921  | 313       |
| 1930  | 346       |
| 1940  | 480       |
| 1950  | 557       |
| 1960  | 542       |
| 1970  | 1 018     |
| 1980  | 1 976     |
| 1990  | 1 808     |
| 1995  | 1 858     |
| 2000  | 1 846     |
| 2005  | 1 897     |
| 2010  | 1 896     |
| 2020  | 1 759     |